# Duplín
Duplín (in ungherese Bányavölgy) è un comune della Slovacchia facente parte del distretto di Stropkov, nella regione di Prešov.